# Amtsgericht Rain
Das Amtsgericht Rain war ein von 1879 bis 1932 bestehendes bayerisches Gericht der ordentlichen Gerichtsbarkeit mit Sitz in der Stadt Rain. Es hatte seinen Sitz im Schloss Rain.
Anlässlich der Einführung des Gerichtsverfassungsgesetzes am 1. Oktober 1879 kam es in der schwäbischen Stadt Rain zur Errichtung eines Amtsgerichts, dessen Sprengel sich aus den Gemeinden Bayerdilling, Bergendorf, Bonsal, Buch, Echsheim, Etting, Feldheim, Gempfing, Haselbach, Heimpersdorf, Holzheim, Illdorf, Kühnhausen, Kunding, Mittelstetten, Münster, Neukirchen, Niederschönenfeld, Oberbaar, Oberpeiching, Pessenburgheim, Rain, Reicherstein, Riedheim, Sallach, Schönesberg, Schorn, Stadel, Staudheim, Thierhaupten, Unterbaar, Unterpeiching, Wächtering, Walda, Wallerdorf, Weidorf, Wengen und Wiesenbach des früheren Landgerichtsbezirks Rain zusammensetzte.
Übergeordnete Instanz war bis zum 1. April 1932 das Landgericht Neuburg an der Donau im Oberlandesgerichtsbezirk Augsburg, danach noch drei Monate lang das Landgericht Augsburg im Oberlandesgerichtsbezirk München.
Zum 1. Mai 1931 wurden die Gemeinden Schönesberg, Schorn und Walda dem Amtsgericht Neuburg an der Donau zugeteilt.
Mit Wirkung vom 1. Juli 1932 wurde das Amtsgericht Rain aufgehoben und dessen Bezirk mit dem Bezirk des Amtsgerichts Neuburg an der Donau vereinigt.